# Budynek Instytutu Oftalmicznego przy ulicy Smolnej 8 w Warszawie
Instytut Oftalmiczny przy ulicy Smolnej 8 – budynek szpitalny istniejący w Warszawie w latach 1870–1944. Został zniszczony w wyniku powstania warszawskiego.

## Historia
W drugiej połowie XIX wieku wraz z rozwojem miasta zwiększało się zapotrzebowanie na usługi szpitala, w związku z czym postanowiono znaleźć nową lokalizację dla rozrastającego się Instytutu Oftalmicznego, działającego dotychczas przy ulicy Marszałkowskiej 119. W 1861 zakupiona została działka przy ulicy Smolnej. W 1866 rozpoczęła się budowa według projektu Henryka Marconiego, pod kierunkiem budowniczego Adolfa Wolińskiego (pod nr. 8). Zakończono ją w 1870. Dwupiętrowy budynek wzniesiono w stylu włoskiego odrodzenia. Front obrócony do ulicy Smolnej pokryto pilastrami (z datą wybudowania i popiersiem fundatora). Gmach wyposażono w windę, a od strony Wisły usytuowano taras.
Obiekt przetrwał do powstania warszawskiego. Już 2 sierpnia Melanowski otrzymał rozkaz ewakuacji chorych i personelu instytutu do gmachu Muzeum Narodowego; wieczorem tego dnia Niemcy podpalili budynek. We wrześniu instytut został ewakuowany do Milanówka, a następnie do Grodziska. Mury przy ulicy Smolnej rozebrano po 1945.
W 1976 na miejscu budynku szpitala zakończono budowę 19-piętrowego budynku mieszkalnego „Młotek”.